# Complexo Arp2/3

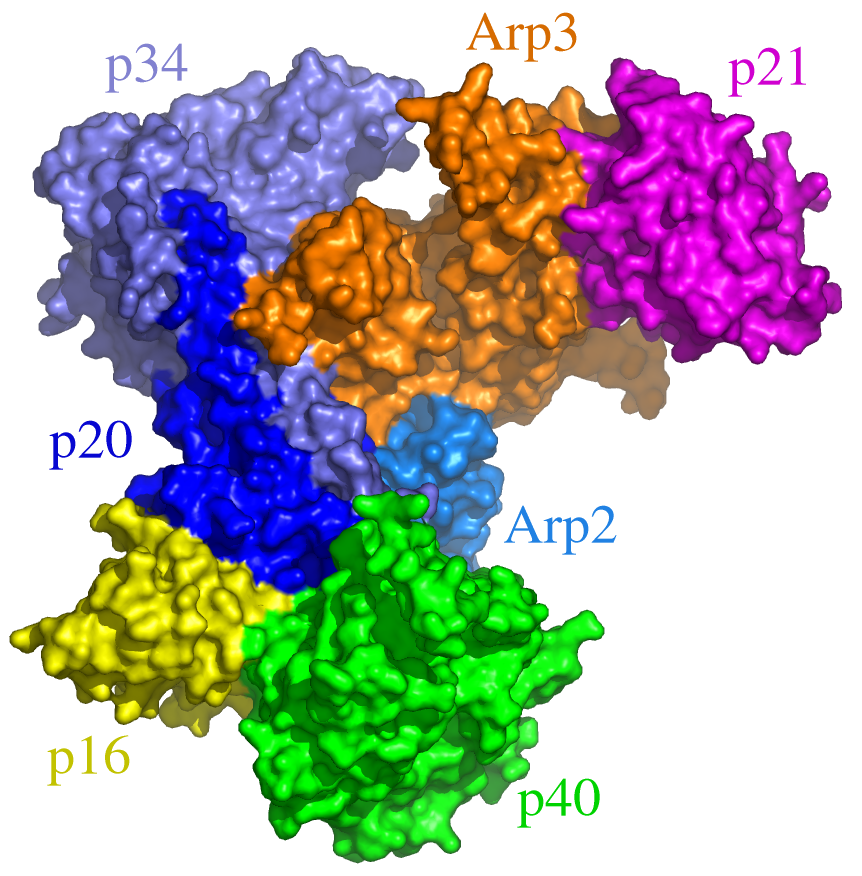
Estrutura atómica do complexo Arp2/3 bovino (código PDB: 1k8k). Cor das subunidades: Arp3, laranja; Arp2, azul marinho (subunidades 1 & 2 não resolvidas e, portanto, não mostradas); p40, verde; p34, azul gelado; p20, blau fosco; p21, magenta; p16, amarelo.

O Complexo Arp2/3 (acrónimo inglês para Actin-Related Proteins) é uma proteína de sete subunidades que desempenha um papel importante na regulação do citoesqueleto da actina. É um componente necessário do citoesqueleto da actina e, por conseguinte, é ubíquo em células eucariotas, dotadas deste tipo de citoesqueleto. Duas das suas subunidades, o Actin-Related Protein ("proteínas relacionadas com a actina") ARP2 e ARP3 assemelham-se muito à estrutura da actina monomérica e servem como locais de nucleação para novos filamentos de actina. O complexo une-se aos lados de filamentos já existentes ("filamentos parentais") e inicia o crescimento dum novo filamento a um ângulo distinto de 70° do filamento parental. São criadas redes de actina ramificada como resultado desta nucleação de novos filamentos. A regulação da reconfiguração do citoesqueleto de actina é importante para processos como a locomoção celular, a fagocitose ou a mobilidade intracelular das vesículas lipídicas.
O complexo Arp2/3 foi identificado pela primeira vez em 1994 por cromatografia por afinidade a partir da Acanthamoeba castellanii, embora tenha sido previamente isolado em 1989 para busca de proteínas que ligam a filamentos de actina em embriões de Drosophila melanogaster e, desde então, pôde-se constatar que se encontra amplamente difundido por todo o domínio dos organismos eucariotas estudados. Está ausente em numerosos cromalveolados e plantas.